# 保持佔有

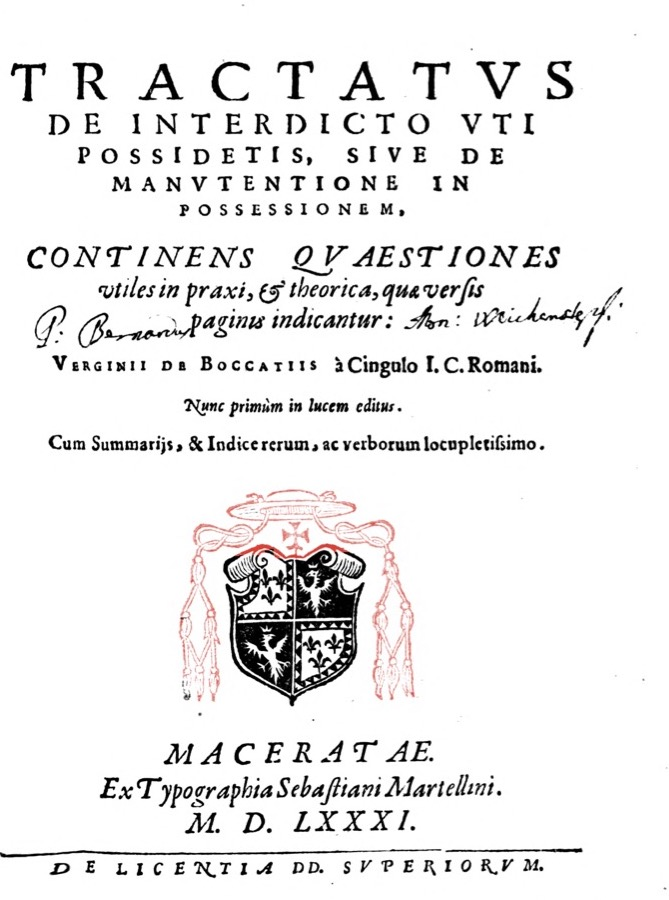
文藝復興時期有關羅馬禁止保持佔有的論文。

保持佔有（拉丁語：uti possidetis），亦稱佔领地保有，是国际法中的一项原则，主张除非條約另行規定，否則交戰國在戰爭結束後可以保有其在戰爭期間藉由武力所佔有的領土和財產。
与保持佔有相对的国际法原則為战前状态（拉丁語：status quo ante bellum），主张交战各方恢復到战争发生前的势力状态。戰爭結束時，敵對雙方簽訂的條約可以採納保持佔有原則，或戰前狀態原則，或兩者之組合。如果條約對於藉由武力所佔領的領土和財產之歸屬沒有特別規定，則以保持佔有原則優先。
保持佔有原則是古典國際法承認的領土移轉方式，但晚近則不再承認其為取得領土的合法方式，或對其取得領土的法律效力有所爭論。隨著《聯合國憲章》於1945年問世，藉由武力取得領土違反《聯合國憲章》，因此保持佔有原則已不再是取得武力征服之領土的可行方式。

## 外部連結
- Lecture （页面存档备份，存于） by Marcelo Kohen （页面存档备份，存于） entitled "Uti Possidetis and Maritime Delimitations" in the Lecture Series of the United Nations Audiovisual Library of International Law （页面存档备份，存于）